# Château d'Heiligenberg (Jugenheim)
Le château d'Heilingenberg est un château hessois situé à Seeheim-Jugenheim, en Allemagne.
Acquis par le conseiller au tribunal de Hesse August Konrad Hofmann (de) après la sécularisation de 1803, le château est vendu à la grande-duchesse héréditaire Wilhelmine de Bade en 1827. Plus tard, le château passe au troisième fils de celle-ci, le prince Louise de Hesse-Darmstadt, et enfin au prince Louis de Battenberg, qui s'en sépare en 1920.
Pendant l'Entre-deux-guerres, le château sert de centre de formation du parti national-socialiste avant d'être transformé en hôpital durant la Seconde Guerre mondiale. Entre 1946 et 1963, le château abrite l'Institut pédagogique de Jugenheim. Jusqu'en 2011, il accueille le Bureau de la formation des enseignants. Depuis cette date, il sert de lieu d'exposition et de centre culturel.